# Massif du Makay
Le massif du Makay est un massif montagneux de Madagascar situé au nord du massif de l'Isalo, dans l'ouest du pays. Le grès du Jurassique forme un relief ruiniforme, d'origine érosif, sur le site. Il bénéficie d'une hydrographie abondante et abrite une biodiversité remarquable, dont plusieurs espèces endémiques et plusieurs types de lémuriens. Malgré les perturbations occasionnées par les activités humaines, une forêt-galerie relictuelle existe toujours dans les crevasses du massif.
Depuis 2007, plusieurs expéditions scientifiques s'y sont succédé. Une « nouvelle aire protégée » y est créée en 2017. L'association promotrice concilie des objectifs sociaux et environnementaux, comme la construction d'écoles et le reboisement. 

## Géographie

### Situation
Le massif du Makay est situé dans le Sud-Ouest de l'île de Madagascar, à cheval sur les districts de Beroroha (dans la région de l'Atsimo-Andrefana) et de Mahabo (dans la Menabe), sur la rive droite (nord) du fleuve Mangoky.
Il s'étend sur 150 km du nord au sud avec une largeur maximum est-ouest de 40 km, sa surface plane atteint ainsi les 4 000 km2.

### Topographie
La plaine environnant la rivière Makay est située entre 250 et 360 m d'altitude, les falaises de grès du massif du Makay s'élancent à 760 m. Le point culminant du massif est le Dafimavo à 1 034 m, dans sa partie nord. Le Vohibe-Makay a une altitude de 977 m.

### Hydrographie
La nature géologique du massif en fait un véritable château d'eau naturel. La majorité des cours d'eau qui en descendent s'écoulent vers l'est puis le sud dans le Mangoky, le plus long fleuve de l'île de Madagascar. Du nord se déversent les rivières Manampada et Sakapala qui rejoignent le Sakena puis le Tsiribihina et enfin jusqu'au nord du canal du Mozambique. Le fleuve Morondava prend également sa source dans le Makay avant de se diriger vers le nord.

### Géologie

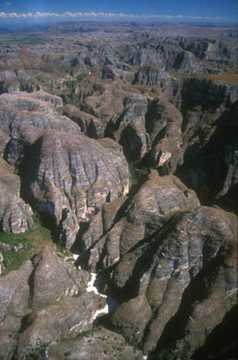
Canyons caractéristiques du massif.

Le massif du Makay est un dédale de grès jurassiques, ce type de relief est qualifié de « ruiniforme » en géologie, une forme de lapiaz sur-érodé. Les épaisses couches de grès blanc, du bloc est du massif, sont faiblement cimentées, mais renforcées par une armature compacte de diaclases siliceuses, elles sont entrecoupées de veines d’argiles vertes, grises ou rouges. Le bloc ouest du massif est constitué de grès rouges qui forme une cuesta à sa limite avec le précédent. La formation du Makay correspond à celle de la partie moyenne du groupe de l'Isalo. Sur sa partie orientale, il est constitué de collines basses. Il est plus érodé en se rapprochant du fleuve. Des tronc d'arbres fossilisés sont visibles sur ce site.
L'érosion a creusé de profondes galeries dans l'ensemble du massif rocheux. On constate l'action récente de l'eau sur ces reliefs aux niveaux des lavakas. 

### Climat
Les dernières données météorologique pour la région datent de 1993. La température annuelle relevée était alors de 25-26 °C en moyenne, avec une pluviométrie de 796 mm à la station de Beroroha. Juillet et août sont les mois les plus froids, la période la plus chaude s'étend des mois d'octobre à décembre.

### Biodiversité
Le massif du Makay abrite une biodiversité remarquable, avec de nombreuses espèces endémiques ou micro-endémiques, dont plus d'une centaine identifiées ces dix dernières années. Il a été recensé 10 espèces de lémuriens, dont le propithèque de Verreaux, 10 de chiroptères, 11 de poissons, 7 d'amphibiens, 28 de reptiles, plus de 2 000 insectes et myriapodes, et plus de 60 oiseaux. En ce qui concerne les végétaux, 38 espèces de Ptéridophytes, 50 de Bryophytes ont été recensées. Les plantes supérieurs comptent 7 espèces de Xérophytes dont 2 sont endémiques strictes du Makay. Ce site abrite une espèce de poivrier qui n'avait pas été trouvée depuis 1924 et la plus importante station de Ravenea rivularis.
Les inventaires récents ont permis la description de nouvelles espèces endémiques dans plusieurs embranchements du vivant. Parmi ces découvertes, on peut citer le scorpion Grosphus makay (décrit en 2015), une cicadelle Giffardia bifurcata (décrit en 2019). La botanique n'est pas en reste avec la description de Catharanthus makayensis, une nouvelle pervenche de Madagascar qui se distingue des autres espèces de son genre par son cœur d'un violet profond.
Au-delà de ces découvertes, les expéditions ont relevé la présence du fossa, plus gros mammifère carnivore de Madagascar, dans le massif du Makay. Les herpétologues noteront le serpent-liane « à nez de feuille » Langaha madagascariensis et la tortue Erymnochelys madagascariensis. Parmi les oiseaux, l'Ibis huppé et le Glaréole malgache sont des espèces particulièrement menacées.
Pour les chauves-souris, une expédition menée en 2010 a permis de localiser trois colonies de reproduction : une proche de l'oued d'Ampalavanash, dont la localisation précise n'est pas connue, pour l'espèce Mormopterus jugularis, Otomops madagascariensis dans une grotte au bout du lac Anosilahy et Pteropus rufus dans la ripisylve au bord de ce même lac.

#### Forêt-galerie
Ce qui reste de végétation forestière dans le massif du Makay a été fortement perturbé par les activités humaines, notamment par les feux et le pâturage. Le canyon de la rivière Zobiandro et la forêt de Manarikitro, le long de la Makay face à la colline Vohimalaza, abritent ces forêts : 
- Manarikitro est une forêt sèche typique avec le genre Commiphora (Burseraceae) et Tamarindus indicus (Fabaceae), espèce probablement d'origine malgache malgré son nom ;
- le canyon Zobiandro abrite des pandanus, espèce des forêts humides, en plus de la végétation commune avec le précédent site.

#### Lémuriens
Traditionnellement la chasse aux lémuriens a été pratiquée comme complément alimentaire en période de creux entre deux cultures. Plusieurs projets, détaillés plus bas, ont été lancés, pour assurer la protection des lémuriens et de la nature en général. Ils associent la sensibilisation et l'apport de nouvelles ressources aux communautés locales.
Les dix espèces répertoriées sont réparties dans quatre familles, trois sont des espèces diurnes et six nocturnes :
- Eulemur rufifrons ;
- Mirza coquereli ;
- Microcebus murinus ;
- Cheirogaleus medius ;
- Phaner pallescens ;
- Lepilemur ruficaudatus ;
- Microcebus griseorufus ;
- Propithecus verreauxi ;
- Hapalemur griseus ranomafanensis.

En 2013, la présence de deux espèces était mentionnée par les villageois locaux, mais pas encore confirmée par des recherches scientifiques :
- Lemur catta ;
- Daubentonia madagascariensis.

La présence de scientifiques et de militants de la conservation de la nature, en continu entre 2010 et 2013, puis après, semble avoir été le meilleur moyen d'assurer la sauvegarde de ces espèces.

## Histoire
Le Makay est une région isolée qui fait figure de terre « vierge ». On y a cependant trouvé des peintures rupestres dont la date de création s'étale du VIIIe au XXe siècle d'après la datation au carbone 14.
Les premières installations dans le massif, au XIXe siècle, seraient le fait de l'ethnie Sakalava. Ces habitants auraient été chassés par les Mérinas des hauts-plateaux, qui ne s'installent pas durablement. Rapidement après ces épisodes le peuple d'éleveurs nomade Bara se fixe dans la région. Le nouveau royaume Bara poursuivra son extension jusqu'au milieu du XXe siècle. Ce n'est qu'au tournant des années 1950-1960 que les premiers villages ceinturant le massif commencent à se bâtir.

## Population et activités humaines
S'il n'y a pas d'habitants permanents dans le massif du Makay proprement dit, plusieurs communautés se sont installées autour de la montagne. Entre 5 000 et 6 000 habitants sont répartis dans une soixantaine de villages. Le principal groupe ethnique représenté est l'ethnie Bara, dont l'activité est l'élevage de zébu essentiellement. La majorité de la population est analphabète.

## « Nouvelle aire protégée »
Le massif est révélé au grand public français par Nicolas Hulot qui survole la région en montgolfière dans son émission Ushuaïa Nature en novembre 2001. Il attire l'attention du photographe Evrard Wendenbaum, qui tente sans succès d'atteindre le Makay à VTT depuis Antananarivo en 2004. Une nouvelle expédition atteint le massif du Makay en 2007.
En août 2009, Evrard Wendenbaum fonde avec Émeric Mourot l’association Naturevolution vouée à la protection de l'environnement local menacé par les feux de brousse. En 2017, la région obtient le statut de « nouvelle aire protégée ». C'est la première aire protégée mixte, à la fois culturelle et naturelle,.

### Statut légal et gestion
Depuis sa réforme en 2015, le « code de gestion des aires protégées » de Madagascar prévoit de nouvelles catégories d'aires protégées tournées vers davantage de participation des populations locales et vers le développement durable. Les « nouvelles aires protégées » sont créées en deux étapes : dans un premier temps le promoteur, ici l'association Naturevolution, demande un classement temporaire pendant lequel l'exploitation minière est interdite. Pendant cette période, il doit organiser une consultation des populations locales. Au bout de deux ans le ministre de l'environnement signe le décret classant l'aire protégée.
La période de protection temporaire a débuté en 2017.
L'aire protégée est découpée en plusieurs « noyaux durs » enchâssés dans une zone tampon qui couvre l'ensemble du massif montagneux.
Dès 2013, les promoteurs de la nouvelle aire protégée affichaient leur ambition d'obtenir un classement au patrimoine mondial de l'UNESCO, au titre des sites culturels, en raison de la présence des peintures rupestres.

### Actions au bénéfice des populations locales

#### Éducation
Les financements apportés par l'association promotrice ont permis la construction de trois écoles : Tsivoko et Beronono en 2015-2016 et Tsiazorambo en 2019. Une bibliothèque avait été construite en 2011 à Beroroha. Comme en Europe, des projets pédagogiques d'éducation à l'environnement sont mis en place auprès des scolaires.

#### Apiculture
Le miel est très consommé à Madagascar et pendant la période coloniale l'île exportait de grande quantité de miel. Certaines régions pratiquent une apiculture moderne, ce qui n'était pas le cas dans le massif du Makay où le miel avait pour origine la cueillette, méthode destructive, qui, de plus fournit un produit de faible qualité. Le projet a démarré une phase pilote en 2018 : achat de matériel moderne (ruche Dadant), formation et construction d'un réseau de vente sont prévus.

#### Reboisement
Le gouvernement malgache entend lutter contre la déforestation, notamment au travers de projets de reboisement sur tout son territoire. Un objectif de 40 000 ha reboisés en 2019 a été fixé.
Dans le Makay en particulier, le projet vise à planter des arbres fruitiers, des espèces mellifères et médicinales comme l'artemisia, utilisée contre le paludisme et la bilharziose. Des essences à croissances rapide (Acacia, Eucalyptus...) adaptées à la demande en bois de chauffe au quotidien, vont être associées à des espèces au bois à croissance lente (Katafray, par exemple) qui sert à la construction des cases.

#### Écotourisme
Le développement de l'écotourisme vise à apporter aux villageois locaux des revenus qui ne soient pas liés à l'agriculture.

### Recherche scientifique
Plusieurs expéditions à vocation scientifique ont eu lieu dans le massif du Makay, organisées par Naturevolution. Les domaines étudiés touchent aussi bien l'archéologie que les disciplines naturalistes. En 2017, cinq expéditions ont réuni 119 participants, dont 93 scientifiques, spécialistes de différents domaines. En 2018, l'Institut de recherche pour le développement a mis en place un dispositif d'étude sociologique sur le modèle du réseau des observatoires ruraux, ailleurs à Madagascar.